# 다바플러스
다바플러스(DaVa+)는 대한민국의 휴먼 토크 주식회사가 개발한 파일 재생 프로그램이다.